# باول غونثر
باول غونثر (بالإنجليزية: Paul Guenther)‏ هو لاعب كرة قدم أمريكية أمريكي، ولد في 22 نوفمبر 1971 في Richboro, Pennsylvania ‏ في الولايات المتحدة.